# Ca l'Espinal (Odèn)
Cal l'Espinal és una masia situada al municipi d'Odèn, a la comarca catalana del Solsonès.